# Constitución rumana de 1923

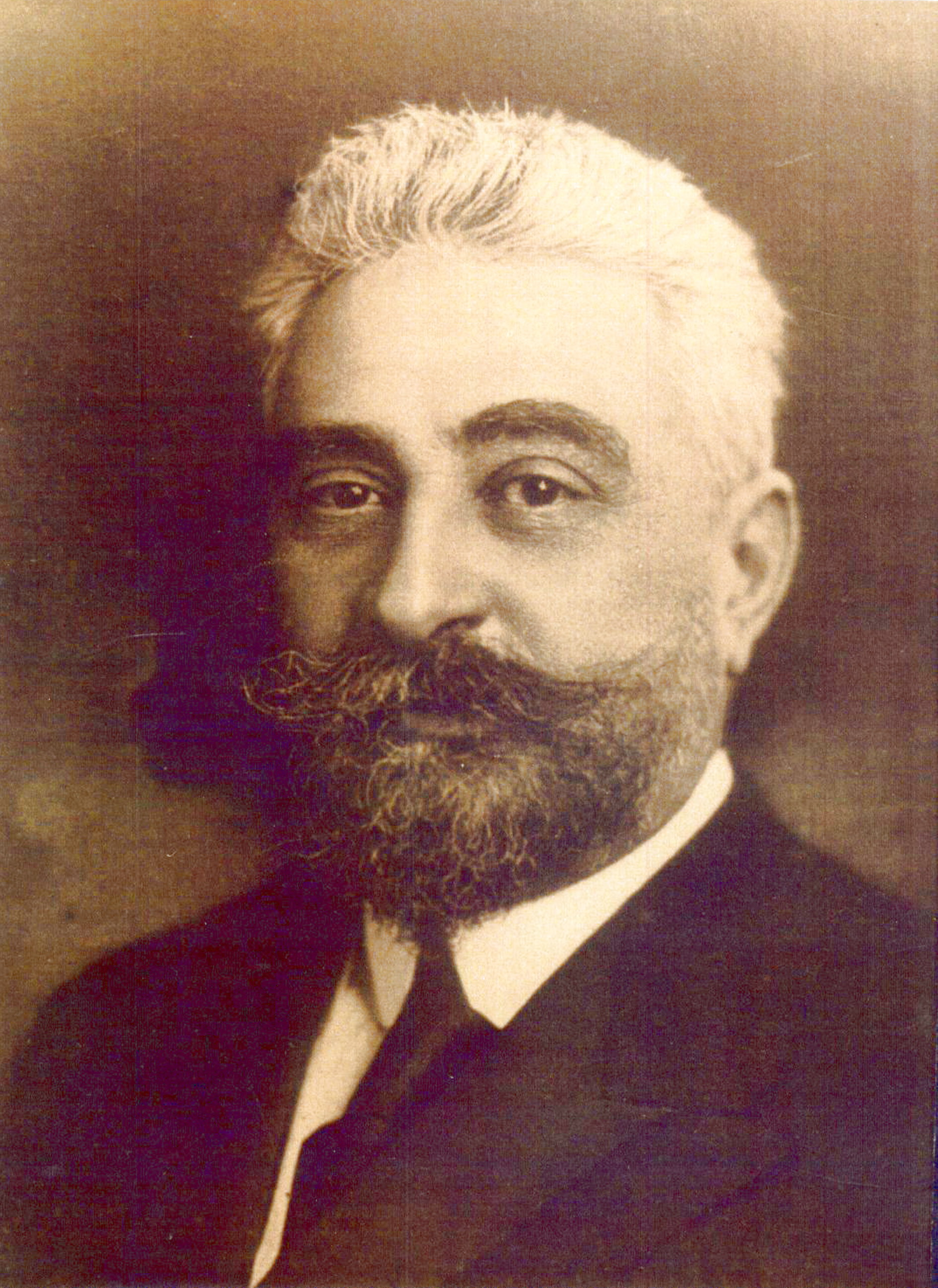
Ion I. C. Brătianu, principal dirigente del PNL, numerosas veces primer ministro del país y artífice de la Constitución de 1923.

La Constitución rumana de 1923, también conocida como la "Constitución de la Unión", tenía la intención de remozar la organización del Estado sobre la base del sufragio universal masculino y las nuevas realidades surgidas de la unión de territorios con el viejo reino rumano tras la Primera Guerra Mundial. 
Se presentaron cuatro proyectos de Constitución: una por parte del Partido Nacional Liberal, escrito con la colaboración de su principal dirigente Ion I. C. Brătianu, otro redactado por Boilă en Cluj bajo la influencia del Partido Nacional Rumano, un tercero propuesto por Constantin Stere que representaba la postura del Partido Campesino; y un cuarto escrito por C. Berariu. A excepción de la propuesta de Stere, que proponía un parlamento unicameral, representación proporcional y la participación popular a través de plebiscitos, los otros tres se inspiraron en la organización política de la anterior constitución de 1866. Los liberales llegaron al poder en 1922 y lograron imponer su proyecto, que fue aprobado con 247 votos favorables (frente a 8 en contra y dos abstenciones) en la Cámara de Diputados el 26 de marzo de 1923 y al día siguiente en el Senado con 137 votos a favor (2 votos negativos y otras tantas abstenciones. Se publicó en el Boletín Oficial (Monitorul Oficial) y entró en vigor el 29 de marzo.
La constitución estaba formada por ocho títulos y 138 artículos, de los cuales 76 provenían directamente de la anterior constitución. Se consagraban los principios de soberanía popular (ejercida a través de representantes), separación de poderes en el estado, estado de derecho y descentralización. Los derechos y libertades de todos los ciudadanos fueron reconocidos sin distinción de origen étnico, de idioma, religión o clase social. Se garantizó el derecho a la propiedad privada, por primera vez, se contempló la nacionalización de los yacimientos minerales. El Reino de Rumania se definió como un "estado nacional unitario e indivisible" con un territorio inalienable. El Estado garantizaba la libertad de expresión, de reunión, de conciencia y de religión, y se declaraba que "ya que la Iglesia Ortodoxa de Rumania es la religión de la gran mayoría de los rumanos, es la iglesia dominante en el Estado rumano, mientras que la Iglesia greco-católica rumana tiene primacía ante otras religiones".

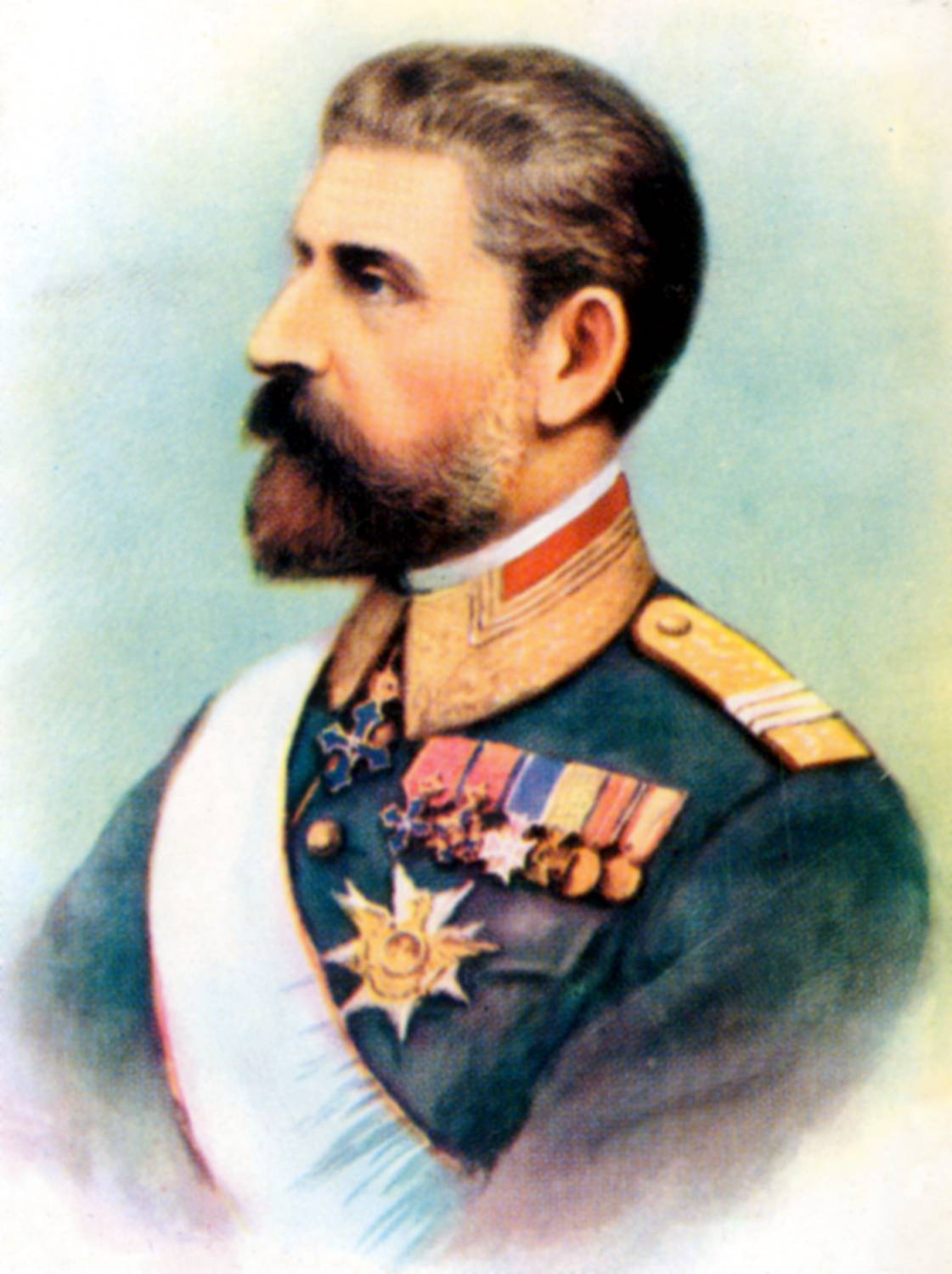
Fernando I, rey durante gran parte de la década de 1920 que ejerció su derecho de encargar la formación al partido que considerase para favorecer al PNL,

En cuanto a la organización del Estado, el poder legislativo fue confiado a un parlamento bicameral (Senado y Asamblea de Diputados) y al rey; el poder ejecutivo al rey, que lo delegaba en el Consejo de Ministros; y el poder judicial a los órganos judiciales centrales y locales. El derecho de voto se amplió más allá de lo dispuesto en la constitución de 1866: era universal para todos los hombres, igualitario, directo, obligatorio y secreto, basado en la representación de la mayoría. Mientras que la Asamblea de Diputados se elegía mediante sufragio universal, el Senado estaba compuesto estaba formado por representantes elegidos por distintos organismos electorales (las Cámaras de Comercio, Industria, Agricultura y Trabajo, y profesores, divididos todos en colegios separados), y miembros por derecho propio: el heredero al trono; obispos metropolitanos, obispos diocesanos de la Iglesia Ortodoxa y de la Iglesia Católica Griega; jefes de las entidades religiosas reconocidas por el Estado, el presidente de la Academia Rumana, los expresidentes del Consejo de Ministros, exministros con una antigüedad mínima de seis años; los expresidentes de cada cámara legislativa que hubiesen desempeñado esta función por lo menos ocho períodos ordinarios de sesiones; exsenadores y diputados electos por lo menos durante diez legislaturas con independencia de su duración; los expresidentes del Tribunal Supremo de Casación y Justicia; generales retirados y en reserva, y expresidentes de las Asambleas Nacionales de Chisináu, Cernăuţi y Alba Iulia que habían proclamado la unión de sus respectivas provincias con Rumania en 1918.
Aunque los gobiernos podían servir un máximo de 4 años tras los que debían celebrarse elecciones, únicamente el gobierno de Gheorghe Tătărescu agotó este máximo.
Una sección especial sobre el soberano disponía que el trono debía permanecer con la Casa de Hohenzollern, heredándose el trono "de varón en varón, por orden de primogenitura y con exclusión perpetua de las mujeres y sus descendientes". La persona del rey era inviolable y los ministros eran responsables de los actos del monarca ya todo acto del soberano debía ser refrendado por un ministro, quien se convertía en responsable del mismo.
Aunque la Constitución era democrática y moderna, también contenía imperfecciones en el funcionamiento de las instituciones estatales, como el hecho de que el rey nombrase al presidente del Consejo de Ministros, quien posteriormente convocaba las elecciones para refrendar su nombramiento. De esta manera se permitía la corrupción del sistema democrático ya que el gobierno generalmente utilizó el poder del Estado para garantizar que su partido obtuviese la mayoría en el parlamento. Durante el periodo de entreguerras fue común que el parlamento reflejase la composición del gobierno formado por el monarca en vez de ser este expresión de las formaciones mayoritarias en el legislativo. El monarca, de hecho, contaba con amplios poderes: era comandante en jefe de las fuerzas armadas y de la policía secreta, podía convocar y disolver el Parlamento a voluntad, nombrar a los ministros del gabinete y aprobar o vetar las leyes de las cámaras, además de declarar el estado de emergencia si lo consideraba oportuno.
La Constitución de 1923 fue abrogada cuando entró en vigor su sucesora, la de febrero de 1938, promulgada al poco de instaurarse la dictadura del rey Carol. Fue retomada en parte tras el golpe de Estado real del 23 de agosto de 1944 en el que el rey Miguel arrestó al dictador militar Ion Antonescu y lo sustituyó por un nuevo Gobierno favorable a los Aliados. Fue definitivamente abolida el 30 de febrero de 1947, cuando el país se convirtió en un república. En este último periodo de vigencia, solo sufrió un cambio relevante, en julio de 1946.